# Brînzenii Noi
Brînzenii Noi è un comune della Moldavia situato nel distretto di Telenești di 2.849 abitanti al censimento del 2004.

## Località
Il comune è formato dall'insieme delle seguenti località (popolazione 2004):
- Brînzenii Noi (943 abitanti)
- Brînzenii Vechi (1.906 abitanti)